# Phoebe Bridgers
Phoebe Lucille Bridgers (1994. augusztus 17. –) kétszeres Grammy-díjas amerikai énekes, dalszerző, gitáros és producer Los Angelesből (Kalifornia). 2017-ben adta ki debütáló stúdióalbumát, a Stranger in the Alps-t, amelyet a Punisher (2020) követett. Utóbbiért négy Grammy-jelölést kapott az énekesnő, többek között a Legjobb új előadó kategóriában. Tagja a boygenius együttesnek (Julien Bakerrel és Lucy Dacusszal), illetve a Better Oblivion Community Center-nek, Conor Obersttel.

## Korai évek
Phoebe Lucille Bridgers 1994. augusztus 17-én született Pasadenában, itt nőtt fel. Gyermekkorának egy részét Ukiahban (Kalifornia) töltötte. Pasadenában és a Los Angeles megyei középiskolában végezte tanulmányait. Egy évet töltött a Berklee College of Musicban.

## Karrier

### 2014–2018: karrier kezdete és aStranger in the Alps
Mikor iskolába járt, több együttesnek is tagja volt, többek között az Einstein's Dirty Secret-nek és a Sloppy Jane-nek, illetve gyakran koncertezett Los Angelesben szólóelőadóként. Ryan Adams-t Harrison Whitfordon keresztül ismerte meg, ekkor kezdett el ismertséget szerezni. Adams volt középlemezének, a Killer-nek producere, amely 2014-ben jelent meg. Bridgers turnézott Julien Bakerrel 2016-ban.
2017 januárjában Bridgers kiadta Smoke Signals című kislemezét és együtt turnézott Conor Obersttel Európában. A Bootleg Theaterben találkoztak előző nyáron. Ő és Mike Mogis producerek voltak Bridgers Stranger in the Alps albumán. Bridgers fellépett a The Joy Formidable-lel néhány koncertjükön az Egyesült Államokban. 2017 júniusában szerződést kötött a Dead Oceans lemezkiadóval. Debütáló albumát, a Stranger in the Alps-t zenekritikusok méltatták. Az album producerei Tony Berg, Ethan Gruska és Rob Moose voltak. A lemez megjelenése után Bridgers fellépett a CBS This Morning-on és az NPR Tiny Desk-en. Az albumnak több dala is szerepelt olyan televíziós sorozatokban, mint az Elcserélt lányok, a Castle, a Burden of Truth, a Halálos fegyver és a Csecsebecsék.
Közreműködött olyan előadókkal, mint Lord Huron, Fiona Apple, a Matt Berninger and The National, a Manchester Orchestra, a The 1975 és Kid Cudi, illetve adott ki albumokat Conor Obersttel, Julien Bakerrel és Lucy Dacusszal.

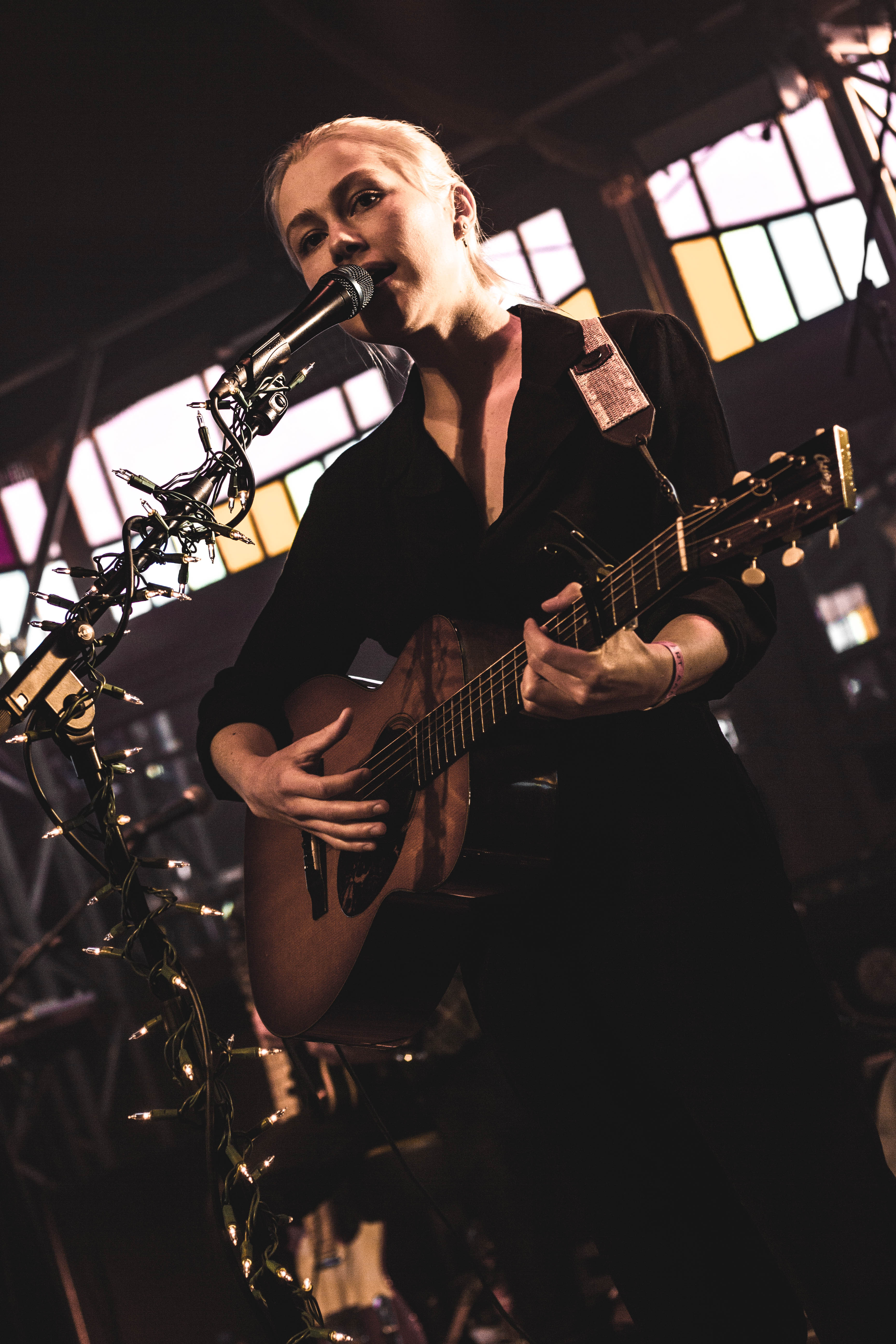
Phoebe Bridgers a 2018-as Haldern Pop Fesztiválon

### 2018–2019: a boygenius és a Better Oblivion Community Center
2018-ban Bridgers megalapította a boygenius nevű együttest Julien Bakerrel és Lucy Dacusszal. Három dalt adtak ki 2018 augusztusában, majd bejelentették első középlemezüknek megjelenését. A boygenius 2018. október 26-án jelent meg. A Pitchfork "varázslatosnak" nevezte a kollaborációt. Az együttes novemberben turnézott az Egyesült Államokban, megjelentek a Late Night with Seth Meyers-ön és az NPR Tiny Desk koncerten.
Bridgers és Conor Oberst 2019 januárjában jelentette be a The Late Show with Stephen Colbert-en, hogy megalapítják a Better Oblivion Community Center-t. Később ebben a hónapban adták ki névadó debütáló albumukat a Dead Oceans lemezkiadón keresztül. Az együttes fellépett a CBS This Morning-on és Bridgers harmadjára is megjelent az NPR Tiny Desk sorozatban.

### 2020–napjainkig:Punisher
2020. február 26-án Bridgers kiadta Garden Song című kislemezét, egy videóklippel együtt. Áprilisban közreműködött a The 1975-val a Jesus Christ 2005 God Bless America dalon, mielőtt kiadták volna Notes on a Conditional Form albumukat, amelyen három dalon is szerepelt Bridgers. 2020-ban turnézott volna az együttessel, de ezt lemondták a Covid19-pandémia következtében. 2020. április 9-én Bridgers kiadta Kyoto című kislemezét és bejelentette Instagramon, hogy második stúdióalbuma, a Punisher 2020. június 19-én fog megjelenni. Bridgers végül június 18-án adta ki az albumot "Nem halasztom el az albumot, amíg minden 'normális' nem lesz megint, mert nem hinném, hogy annak kéne lennie. Itt van, egy kicsit korábban." Az albumot zenekritikusok méltatták, 43. helyig jutott a Billboard 200-on. 2020 júliusában Bridgers kiadott egy videóklipet az I Know the End kislemezhez. Miközben a Punisher-ön dolgozott, producere volt Christian Lee Hutson Beginners című lemezét. Szeptemberben 4 millió embernek adott virtuális koncertet a Red Rocks Amphitheatre-ben az Unpaused Concert Series sorozat részeként. Októberben bejelentette, hogy megalapítja saját lemezkiadóját, a Saddest Factory-t, a Dead Oceans leányvállalataként.
Miközben november 3-án várták a 2020-as amerikai elnökválasztás eredményeit, Bridgers üzent Twitteren keresztül, hogy fel fogja dolgozni a Goo Goo Dolls, Iris című dalát, ha Donald Trump elveszti a választást. A kislemezt Maggie Rogers-zel együtt adta ki Phoebe & Maggie néven november 13-án, egy napra. Ennek összes bevételét a Fair Fight Action szervezetnek juttatták, amely Georgia államban és nemzeti szinten is igazságos választásokért küzd. November 10-én bejelentette, hogy ki fog adni egy középlemezt Copycat Killer címen, november 20-án. Ugyanezen hónap 23. napján kiadta Merle Haggard, If We Make It Through December dalának feldolgozását, amely bevételeit a Los Angeles-i Downtown Women's Center szervezetnek adták.
Bridgers négy jelölést kapott a 63. Grammy-gálán Legjobb új előadó, Legjobb rockteljesítmény, Legjobb rockdal és Legjobb alternatív zenei album kategóriákban. 2020. december 1-én kiadott egy videóklipet a Savior Complex dalához, amelyet Phoebe Waller-Bridge rendezett és Paul Mescal volt főszereplője. Közreműködött Kid Cudi Man on the Moon III: The Chosen (2020) albumán, a Lovin' Me című dalon. Zenei vendég volt a Saturday Night Live 46. évadának 11. részében, előadta a Kyoto-t és az I Know the End-et. 2021. március 9-én kiadott két dalt a Spotify Singles sorozat részeként, amelyen feldolgozta John Prine Summer's End című dalát és újra felvette a Kyoto-t Jackson Browne-val.

## Magánélete
Bridgers biszexuális. 2014-ben kezdett el kapcsolatban élni Ryan Adamsszel. A Motion Sickness című száma kapcsolatukról szól. Bridgers 2019-ben megvádolta Adamst érzelmi zaklatással. 2017-ben kapcsolatban volt Marshall Vore-ral. Bridgers és Vore együtt írták meg az ICU című kislemezt kapcsolatukról. A Scott Street és a Smoke Signals szintén együtt töltött idejükről szól. A mai napig dolgoznak együtt.

### Politika
Bridgers, Fiona Apple és Matt Berninger kiadták a Simon and Garfunkel 7 O'Clock News/Silent Night dalának feldolgozását, hogy bemutassák 2019 problémáit, mint Botham Jean meggyilkolását, az Egyesült Államok opioid problémáját és Mick Mulvaney tanúvallomását Donald Trump ellen. Bridgers a következő üzenettel adta ki a dalt: "Kellemes Ünnepeket mindenkinek, akinek családját Donald Trump szó szerint vagy jelképesen szétszakította. És a rasszista, xenofóbikus, nőgyűlölő és hipokrita családtagjaimnak, basszátok meg." 2020-ban támogatta a Black Lives Matter mozgalmat.

## Diszkográfia

### Stúdióalbumok
- Stranger in the Alps (2017)
- Punisher (2020)

### Közreműködések
- boygenius (2018)
- Better Oblivion Community Center (2019)

### Középlemezek
- Killer (2014)
- 2016 Tour CD (2016)
- Spotify Singles (2018)
- Copycat Killer (2020)
- If We Make It Through December (2020)
- Spotify Singles (2020)

## Díjak és jelölések
| Év   | Díjátadó           | Kategória                        | Jelölt               | Eredmény    | For.   |
| ---- | ------------------ | -------------------------------- | -------------------- | ----------- | ------ |
| 2018 | Libera Awards      | Best American Roots & Folk Album | Stranger in the Alps | Jelölve     | [ 57 ] |
| 2021 | Grammy-díj         | Legjobb új előadó                | Phoebe Bridgers      | Jelölve     | [ 58 ] |
| 2021 | Grammy-díj         | Alternatív zenei album           | Punisher             | Jelölve     | [ 58 ] |
| 2021 | Grammy-díj         | Legjobb rockteljesítmény         | Kyoto                | Jelölve     | [ 58 ] |
| 2021 | Grammy-díj         | Legjobb rockdal                  | Kyoto                | Jelölve     | [ 58 ] |
| 2021 | GLAAD Media Awards | Outstanding Breakthrough Artist  | Punisher             | Folyamatban | [ 59 ] |
| 2021 | Libera Awards      | Record of the Year               | Punisher             | Folyamatban | [ 60 ] |
| 2021 | Libera Awards      | Best Alternative Rock Record     | Punisher             | Folyamatban | [ 60 ] |
| 2021 | Libera Awards      | Marketing Genius                 | Punisher             | Folyamatban | [ 60 ] |
| 2021 | Libera Awards      | Video of the Year                | Savior Complex       | Folyamatban | [ 60 ] |
| 2021 | Libera Awards      | Best Live/Livestream Act         | Phoebe Bridgers      | Folyamatban | [ 60 ] |

## További információ
- Hivatalos oldal
- Phoebe Bridgers a Facebookon
- Phoebe Bridgers az Internet Movie Database-ben (angolul)
- Phoebe Bridgers a Rotten Tomatoeson (angolul)